# Saint-Frichoux
 Saint-Frichoux  es una población y comuna francesa, en la región de Languedoc-Rosellón, departamento de Aude, en el distrito de Carcasona y cantón de Peyriac-Minervois.

## Demografía
| 242 | 215 | 172 | 172 | 177 | 181 |
| Para los censos de 1962 a 1999 la población legal corresponde a la población sin duplicidades (Fuente: INSEE [Consultar]) |     |     |     |     |     |